# Aldeaquemada
Aldeaquemada er en by og kommune i det sydlige Spanien i provinsen Jaén. Den har et indbyggertal på 456 (2024) indbyggere.